# Division 1B 2017/18
Die Division 1B 2017/18 war die 101. Spielzeit der zweithöchsten belgischen Spielklasse im Männerfußball und die zweite Spielzeit als professionelle Division 1B nach Neustrukturierung des Ligensystems zur Saison 2016/17. Der offizielle Name der Liga lautete Proximus League, benannt nach dem Hauptsponsor Proximus.

## Modus
Die Saison wurde in zwei Etappen, sogenannte (Tranchen) zu je 14 Spieltage ausgetragen. Dabei spielten die acht Vereine in einer Hin- und Rückrunde pro Tranche jeweils zweimal gegeneinander. Die erste Tranche begann am 4. August 2017 und endete am 5. November 2017. Die zweite wurde vom 11. November 2017 bis 25. Februar 2018 ausgetragen.
Die Sieger der beiden Tranchen ermittelten in zwei Spielen den Meister, der dann in die Division 1A aufstieg. Gewann ein Team beide Tranchen stieg es ohne Entscheidungsspiel auf.
Die drei Vereine auf den Plätzen zwei bis vier der Gesamttabelle (außer der Gewinner der Aufstiegsspiele) spielten mit neun Klubs aus der Division 1A, die die Plätze sieben bis fünfzehn belegten in zwei Gruppen und anschließenden Finale einen Teilnehmer aus, der sich dann gegen den Vierten der Division 1A für die Europa League qualifizieren konnte.
Die Mannschaften auf den Plätzen fünf bis acht spielten in der Abstiegsrunde einen Absteiger aus. Hierbei wurden die Punkte aus der Gesamttabelle halbiert und als Bonuspunkte addiert. Bei Punktgleichheit war das Team besser platziert, dessen Punkte nicht aufgerundet wurden.

## Vereine
| Verein                      | Stadt/Gemeinde           | Stadion                     | Kapazität |
| --------------------------- | ------------------------ | --------------------------- | --------- |
| KVC Westerlo                | Westerlo                 | Het Kuipje                  | 08.035    |
| Cercle Brügge               | Brügge                   | Jan Breydelstadion          | 29.945    |
| Oud-Heverlee Löwen          | Löwen                    | Eneco Stadion               | 09.016    |
| Lierse SK                   | Lier                     | Herman Vanderpoortenstadion | 14.538    |
| KFCO Beerschot Wilrijk      | Wilrijk                  | Olympiastadion Antwerpen    | 12.771    |
| KSV Roeselare               | Roeselare                | Stadion Schiervelde         | 09.461    |
| Royale Union Saint-Gilloise | Saint-Gilles/Sint-Gillis | König-Baudouin-Stadion      | 50.122    |
| AFC Tubize                  | Tubize                   | Stade Leburton              | 08.100    |

## Reguläre Saison

### Erste Tranche
| Pl. | Verein                      | Sp. | S | U | N | Tore    | Diff. | Punkte |
| --- | --------------------------- | --- | - | - | - | ------- | ----- | ------ |
| 1.  | KFCO Beerschot Wilrijk (N)  | 14  | 8 | 5 | 1 | 029:100 | +19   | 29     |
| 2.  | Oud-Heverlee Leuven         | 14  | 7 | 5 | 2 | 028:150 | +13   | 26     |
| 3.  | Cercle Brügge               | 14  | 7 | 2 | 5 | 024:210 | +3    | 23     |
| 4.  | KSV Roeselare               | 14  | 6 | 3 | 5 | 016:250 | −9    | 21     |
| 5.  | Lierse SK                   | 14  | 4 | 5 | 5 | 020:260 | −6    | 17     |
| 6.  | Royale Union Saint-Gilloise | 14  | 4 | 2 | 8 | 016:180 | −2    | 14     |
| 7.  | KVC Westerlo (A)            | 14  | 2 | 6 | 6 | 016:220 | −6    | 12     |
| 8.  | AFC Tubize                  | 14  | 2 | 4 | 8 | 010:200 | −10   | 10     |

| (A) | Absteiger aus der Division 1A 2016/17              |
| (N) | Neuaufsteiger aus der 1. Division Amateure 2016/17 |

| Erste Tranche               | BEW | Oud-Heverlee Löwen | Cercle Brügge | KSV Roeselare | Lierse SK | Royale Union Saint-Gilloise | KVC Westerlo | AFC Tubize |
| --------------------------- | --- | ------------------ | ------------- | ------------- | --------- | --------------------------- | ------------ | ---------- |
| KFCO Beerschot Wilrijk      |     | 2:2                | 0:3           | 5:0           | 4:0       | 3:0                         | 2:2          | 1:0        |
| Oud-Heverlee Löwen          | 1:1 |                    | 7:1           | 2:0           | 2:2       | 1:0                         | 2:1          | 2:0        |
| Cercle Brügge               | 0:1 | 0:3                |               | 1:1           | 2:0       | 2:0                         | 3:1          | 4:0        |
| KSV Roeselare               | 0:4 | 3:1                | 2:1           |               | 2:0       | 1:0                         | 0:0          | 1:0        |
| Lierse SK                   | 2:2 | 2:1                | 3:2           | 2:2           |           | 2:1                         | 2:2          | 1:1        |
| Royale Union Saint-Gilloise | 0:3 | 0:0                | 1:2           | 4:0           | 3:2       |                             | 3:0          | 1:2        |
| KVC Westerlo                | 0:0 | 2:2                | 1:2           | 4:0           | 0:1       | 0:3                         |              | 1:1        |
| AFC Tubize                  | 0:1 | 1:2                | 1:1           | 1:3           | 2:0       | 0:0                         | 1:2          |            |

### Zweite Tranche
| Pl. | Verein                      | Sp. | S | U | N | Tore    | Diff. | Punkte |
| --- | --------------------------- | --- | - | - | - | ------- | ----- | ------ |
| 1.  | Cercle Brügge               | 14  | 7 | 6 | 1 | 026:130 | +13   | 27     |
| 2.  | Lierse SK                   | 14  | 7 | 1 | 6 | 016:210 | −5    | 22     |
| 3.  | Oud-Heverlee Leuven         | 14  | 5 | 6 | 3 | 015:120 | +3    | 21     |
| 4.  | Royale Union Saint-Gilloise | 14  | 4 | 6 | 4 | 016:150 | +1    | 18     |
| 5.  | KFCO Beerschot Wilrijk (N)  | 14  | 4 | 5 | 5 | 013:170 | −4    | 17     |
| 6.  | KVC Westerlo (A)            | 14  | 3 | 6 | 5 | 015:130 | +2    | 15     |
| 7.  | KSV Roeselare               | 14  | 3 | 5 | 6 | 011:180 | −7    | 14     |
| 8.  | AFC Tubize                  | 13  | 2 | 6 | 5 | 010:130 | −3    | 12     |

| (A) | Absteiger aus der Division 1A 2016/17              |
| (N) | Neuaufsteiger aus der 1. Division Amateure 2016/17 |

| Zweite Tranche              | Cercle Brügge | Lierse SK | Oud-Heverlee Löwen | Royale Union Saint-Gilloise | BEW | KVC Westerlo | KSV Roeselare | AFC Tubize |
| --------------------------- | ------------- | --------- | ------------------ | --------------------------- | --- | ------------ | ------------- | ---------- |
| Cercle Brügge               |               | 4:1       | 1:0                | 2:2                         | 4:0 | 1:1          | 1:0           | 0:0        |
| Lierse SK                   | 1:0           |           | 0:1                | 1:0                         | 2:1 | 2:0          | 1:2           | 2:1        |
| Oud-Heverlee Löwen          | 2:2           | 2:1       |                    | 3:1                         | 1:1 | 0:1          | 1:1           | 1:1        |
| Royale Union Saint-Gilloise | 1:1           | 1:0       | 0:0                |                             | 1:0 | 1:1          | 1:2           | 1:1        |
| KFCO Beerschot Wilrijk      | 2:3           | 1:1       | 1:2                | 2:1                         |     | 0:0          | 1:0           | 1:0        |
| KVC Westerlo                | 2:3           | 6:0       | 1:0                | 0:1                         | 1:1 |              | 0:0           | 0:0        |
| KSV Roeselare               | 0:3           | 1:2       | 1:1                | 1:4                         | 0:0 | 2:1          |               | 1:2        |
| AFC Tubize                  | 1:1           | 1:2       | 0:1                | 1:1                         | 1:2 | 2:1          | 0:0           |            |

### Gesamttabelle
| Pl. | Verein                      | Sp. | S  | U  | N  | Tore    | Diff. | Punkte |
| --- | --------------------------- | --- | -- | -- | -- | ------- | ----- | ------ |
| 1.  | Cercle Brügge               | 28  | 14 | 8  | 6  | 050:340 | +16   | 50     |
| 2.  | Oud-Heverlee Löwen          | 28  | 12 | 11 | 5  | 043:270 | +16   | 47     |
| 3.  | KFCO Beerschot Wilrijk (N)  | 29  | 12 | 11 | 6  | 042:270 | +15   | 47     |
| 4.  | Lierse SK                   | 28  | 11 | 6  | 11 | 035:470 | −12   | 39     |
| 5.  | KSV Roeselare               | 28  | 9  | 8  | 11 | 026:430 | −17   | 35     |
| 6.  | Royale Union Saint-Gilloise | 28  | 8  | 8  | 12 | 033:340 | −1    | 32     |
| 7.  | KVC Westerlo (A)            | 28  | 3  | 9  | 16 | 032:330 | −1    | 18     |
| 8.  | AFC Tubize                  | 28  | 4  | 11 | 13 | 021:340 | −13   | 23     |

Platzierungskriterien: 1. Punkte – 2. Siege – 3. Tordifferenz
| (A) | Absteiger aus der Division 1A 2016/17              |
| (N) | Neuaufsteiger aus der 1. Division Amateure 2016/17 |

## Aufstiegsspiele
| Datum                           |                        | Ergebnis  |                        |
| ------------------------------- | ---------------------- | --------- | ---------------------- |
| So., 4. März 2018 um 16:00 Uhr  | KFCO Beerschot Wilrijk | 1:0 (0:0) | Cercle Brügge          |
| Sa., 10. März 2018 um 20:00 Uhr | Cercle Brügge          | 3:1 (2:0) | KFCO Beerschot Wilrijk |
| Gesamt:                         | KFCO Beerschot Wilrijk | 2:3       | Cercle Brügge          |

## Play-offs 2
→Division 1A 2017/18

## Abstiegsrunde
| Pl. | Verein                      | Sp. | S | U | N | Tore    | Diff. | Punkte | Bonus | Gesamt |
| --- | --------------------------- | --- | - | - | - | ------- | ----- | ------ | ----- | ------ |
| 1.  | KSV Roeselare               | 6   | 3 | 3 | 0 | 005:100 | +4    | 12     | 18    | 30     |
| 2.  | KVC Westerlo (A)            | 6   | 3 | 3 | 0 | 006:100 | +5    | 12     | 15    | 27     |
| 3.  | Royale Union Saint-Gilloise | 6   | 1 | 1 | 4 | 002:600 | −4    | 04     | 17    | 21     |
| 4.  | AFC Tubize                  | 6   | 0 | 3 | 3 | 003:800 | −5    | 03     | 9     | 12     |

| (A) | Absteiger aus der Division 1A 2016/17 |

| Abstiegsrunde               | KSV Roeselare | KVC Westerlo | Royale Union Saint-Gilloise | AFC Tubize |
| --------------------------- | ------------- | ------------ | --------------------------- | ---------- |
| KSV Roeselare               |               | 0:0          | 1:0                         | 0:0        |
| KVC Westerlo                | 0:0           |              | 1:0                         | 1:1        |
| Royale Union Saint-Gilloise | 0:1           | 0:2          |                             | 1:1        |
| AFC Tubize                  | 1:3           | 0:2          | 0:1                         |            |